# Miguel Barbachano
Miguel Barbachano y Tarrazo (San Francisco de Campeche, 29 settembre 1807 – Mérida, 17 dicembre 1859) è stato un politico messicano.
Nato nel Campeche quando lo Stato faceva ancora parte della Capitaneria generale dello Yucatán, era figlio di Manuel Barbachano e della di lui consorte Maria Josefa Tarrazo. Fu cinque volte Governatore dello Yucatán tra il 1841 e il 1853, alternandosi al potere con Santiago Méndez Ibarra, con il quale rappresentava gli interessi degli abitanti di Campeche di fronte a quelli di Mérida. Morì nella stessa Mérida il 17 dicembre 1859.
Fu uno dei più strenui sostenitori dell'indipendenza dello Yucatán dal Messico, ma le circostanze storiche portarono lo Yucatán due volte a dichiararsi indipendente dal Messico mentre Barbachano era privo di poteri e due volte Barbachano si adoperò per la riunificazione dello Yucatán con il Messico.
Egli si alternò al potere con il centrista Santiago Méndez Ibarra, che era più favorevole all'unione con il Messico, ma fu portato a dichiarare l'indipendenza dagli eccessi del dittatore messicano Antonio López de Santa Anna.
La riunificazione finale fu dovuta alla crisi della guerra delle caste nello Yucatán. In quella occasione Barbachano non ebbe altra alternativa che chiedere l'appoggio militare al Messico in cambio della riunificazione del territorio dello Yucatán alla nazione messicana.